# British Home Championship 1979/80
Die British Home Championship 1979/80 war die 85. Auflage des im Round-Robin-System ausgetragenen Fußballwettbewerbs zwischen den vier britischen Nationalmannschaften von England, Nordirland (bis 1949/50 Irland), Schottland und Wales.
| Pl. | Nationalmannschaft | Sp. | S | U | N | Tore    | Punkte |
| --- | ------------------ | --- | - | - | - | ------- | ------ |
| 1.  | Nordirland         | 3   | 2 | 1 | 0 | 003:100 | 05:10  |
| 2.  | England            | 3   | 1 | 1 | 1 | 004:500 | 03:30  |
| 3.  | Wales              | 3   | 1 | 0 | 2 | 004:300 | 02:40  |
| 4.  | Schottland         | 3   | 1 | 0 | 2 | 001:300 | 02:40  |

|                                             |   |            |           |
| 16. Mai 1980 in Belfast (Windsor Park)      |   |            |           |
| Nordirland                                  | – | Schottland | 1:0 (1:0) |
| 17. Mai 1980 in Wrexham (Racecourse Ground) |   |            |           |
| Wales                                       | – | England    | 4:1 (2:1) |
| 20. Mai 1980 in London (Wembley Stadium)    |   |            |           |
| England                                     | – | Nordirland | 1:1 (0:0) |
| 21. Mai 1980 in Glasgow (Hampden Park)      |   |            |           |
| Schottland                                  | – | Wales      | 1:0 (1:0) |
| 23. Mai 1980 in Cardiff (Ninian Park)       |   |            |           |
| Wales                                       | – | Nordirland | 0:1 (0:1) |
| 24. Mai 1980 in Glasgow (Hampden Park)      |   |            |           |
| Schottland                                  | – | England    | 0:2 (0:1) |